# Nado sincronizado no Campeonato Mundial de Esportes Aquáticos de 2009 - Rotina livre dueto
A rotina livre dueto do nado sincronizado no Campeonato Mundial de Esportes Aquáticos de 2009 foi realizada nos dias 23 e 24 de julho no Stadio Pietrangeli em Roma.

## Calendário
| Fase         | Data     |
| ------------ | -------- |
| Eliminatória | 23/julho |
| Final        | 24/julho |

## Medalhistas
| Ouro                                            | Prata                                    | Bronze                                |
| Rússia · Natalia Ishchenko · Svetlana Romashina | Espanha · Andrea Fuentes · Gemma Mengual | China · Jiang Tingting · Jiang Wenwen |

## Resultados

### Eliminatória
Esses foram os resultados da primeira fase:
| Posição | Atletas                                   | Atletas         | Nota   |
| ------- | ----------------------------------------- | --------------- | ------ |
| 1       | Natalia Ishchenko Svetlana Romashina      | Rússia          | 99,000 |
| 2       | Andrea Fuentes Gemma Mengual              | Espanha         | 97,833 |
| 3       | Jiang Tingting Jiang Wenwen               | China           | 96,666 |
| 4       | Marie-Pier Boudreau Gagnon Chloé Isaac    | Canadá          | 95,333 |
| 5       | Beatrice Adelizzi Giulia Lapi             | Itália          | 94,667 |
| 6       | Yukiko Inui Mariko Sakai                  | Japão           | 94,500 |
| 7       | Daria Iushko Kseniya Sydorenko            | Ucrânia         | 93,500 |
| 8       | Apolline Dreyfuss Lila Meessemann-Bakir   | França          | 92,000 |
| 9       | Natalia Anthopoulou Despoina Solomou      | Grécia          | 90,834 |
| 10      | Olivia Allison Jenna Randall              | Reino Unido     | 89,833 |
| 11      | Nayara Figueira Lara Teixeira             | Brasil          | 89,000 |
| 12      | Kim Yong Mi Wang Ok Gyong                 | Coreia do Norte | 88,167 |
| 13      | Sona Bernardova Alžběta Dufková           | Chéquia         | 88,167 |
| 14      | Park Hyunha Park Hyunsun                  | Coreia do Sul   | 87,666 |
| 15      | Mariana Cifuentes Evelyn Guajardo         | México          | 86,000 |
| 16      | Arna Toktagan Amina Yermakhanova          | Cazaquistão     | 85,000 |
| 17      | Sarah Amrein Stephanie Jost               | Suíça           | 84,500 |
| 17      | Nadine Brandl Elisabeth Mahn              | Áustria         | 84,500 |
| 19      | Anastasiya Mazgo Darya Navaselskaya       | Bielorrússia    | 83,833 |
| 20      | Ester Levy Viktoria Yarmolinskaya         | Israel          | 83,333 |
| 21      | Reem Abd Elazem Shaza El-Sayed            | Egito           | 80,333 |
| 22      | Anna Soto Mary Soto                       | Venezuela       | 80,000 |
| 22      | Wiebke Jeske Edith Zeppenfeld             | Alemanha        | 80,000 |
| 24      | Margareta Jakovac Carmen Pacadi           | Croácia         | 79,666 |
| 25      | Júlia Győri Julia Kiss                    | Hungria         | 78,333 |
| 26      | Valentina Popova Anastasiya Ruzmetova     | Uzbequistão     | 77,000 |
| 26      | Elena Radkova Kalina Yordanova            | Bulgária        | 77,000 |
| 28      | Etel Sanchez Sofia Sanchez                | Argentina       | 76,833 |
| 29      | Rodriguez Gonzales Darlys Lores Rodriguez | Cuba            | 75,000 |
| 30      | Cristina Nicolini Elena Tini              | San Marino      | 74,333 |
| 31      | Jodie Ng En Pei Zhang Hui                 | Singapura       | 71,500 |
| 32      | Arsyi Sabihisma Tri Eka Sandiri           | Indonésia       | 69,500 |
| 33      | Cheong Ka Ieng Lok Ka Man                 | Macau           | 68,500 |
| 34      | Lilit Davidyan Margarita Ghazaryan        | Armênia         | 56,333 |

### Final
Esses foram os resultados da final:
| Posição           | Atleta                                  | Atleta          | Nota   |
| ----------------- | --------------------------------------- | --------------- | ------ |
| Medalha de ouro   | Natalia Ishchenko Svetlana Romashina    | Rússia          | 98,833 |
| Medalha de prata  | Andrea Fuentes Gemma Mengual            | Espanha         | 98,333 |
| Medalha de bronze | Jiang Tingting Jiang Wenwen             | China           | 97,000 |
| 4                 | Marie-Pier Boudreau Gagnon Chloé Isaac  | Canadá          | 95,833 |
| 5                 | Beatrice Adelizzi Giulia Lapi           | Itália          | 95,334 |
| 6                 | Yukiko Inui Mariko Sakai                | Japão           | 94,000 |
| 7                 | Daria Iushko Kseniya Sydorenko          | Ucrânia         | 93,000 |
| 8                 | Apolline Dreyfuss Lila Meessemann-Bakir | França          | 92,000 |
| 9                 | Natalia Anthopoulou Despoina Solomou    | Grécia          | 91,333 |
| 10                | Olivia Allison Jenna Randall            | Reino Unido     | 90,667 |
| 11                | Nayara Figueira Lara Teixeira           | Brasil          | 89,500 |
| 12                | Kim Yong Mi Wang Ok Gyong               | Coreia do Norte | 88,500 |
| 13                | Sona Bernardova Alžběta Dufková         | Chéquia         | 86,834 |